# Élections législatives de 1877 en Dordogne
 (mai 2021).
Si vous disposez d'ouvrages ou d'articles de référence ou si vous connaissez des sites web de qualité traitant du thème abordé ici, merci de compléter l'article en donnant les références utiles à sa vérifiabilité et en les liant à la section « Notes et références ».
Les élections législatives de 1877 ont eu lieu les 14 octobre et 28 octobre 1877.

## Députés élus
|   | Circonscription | Député sortant                      |  | Groupe parlementaire   | Député élu                          |  | Groupe parlementaire   |
| - | --------------- | ----------------------------------- |  | ---------------------- | ----------------------------------- |  | ---------------------- |
| 1 | Bergerac 1e     | Jean Garrigat                       |  | Gauche républicaine    | Jean Garrigat                       |  | Gauche républicaine    |
| 2 | Bergerac 2e     | Stéphen-Albert Thirion-Montauban    |  | Appel au peuple        | Stéphen-Albert Thirion-Montauban    |  | Appel au peuple        |
| 3 | Nontron         | François Albert Sarlande            |  | Appel au peuple        | François Albert Sarlande            |  | Appel au peuple        |
| 4 | Périgueux 1e    | Marc Montagut                       |  | Gauche républicaine    | Alexis Maréchal                     |  | Centre constitutionnel |
| 5 | Périgueux 2e    | Jean Raynaud                        |  | Appel au peuple        | Jean Raynaud                        |  | Appel au peuple        |
| 6 | Ribérac         | Oscar Bardi de Fourtou              |  | Centre constitutionnel | Oscar Bardi de Fourtou              |  | Centre constitutionnel |
| 7 | Sarlat 1e       | Jean Baptiste Alexandre de Bosredon |  | Appel au peuple        | Jean Baptiste Alexandre de Bosredon |  | Appel au peuple        |
| 8 | Sarlat 2e       | François Taillefer                  |  | Appel au peuple        | François Taillefer                  |  | Appel au peuple        |

## Résultats à l'échelle du département
| Partis         | Partis                            | Premier tour | Premier tour | Deuxième tour | Deuxième tour | Sièges |
| Partis         | Partis                            | Voix         | %            | Voix          | %             | Sièges |
| -------------- | --------------------------------- | ------------ | ------------ | ------------- | ------------- | ------ |
|                | Bonapartistes                     | 48 098       | 41,03        | 7 304         | 46,34         | 5      |
|                | Républicains, Gauche républicaine | 30 060       | 25,64        | 8 457         | 53,66         | 1      |
|                | Orléanistes                       | 13 763       | 11,74        |               |               | 2      |
|                | Union républicaine                | 11 998       | 10,23        | 0             |               |        |
|                | Monarchistes                      | 6 977        | 5,95         | 0             |               |        |
|                | Centre gauche                     | 6 337        | 5,41         | 0             |               |        |
|                |                                   |              |              |               |               |        |
| Inscrits       | Inscrits                          | 143 162      | 100,00       | 18 351        | 100,00        | 8      |
| Votants        | Votants                           | 117 725      | 82,23        | 15 797        | 86,08         |        |
| Abstentions    | Abstentions                       | 25 437       | 17,77        | 2 554         | 13,92         |        |
| Blancs et nuls | Blancs et nuls                    | 492          | 0,42         | 36            | 0,23          |        |
| Exprimés       | Exprimés                          | 117 233      | 99,58        | 15 761        | 99,77         |        |

## Résultats par arrondissement

### Arrondissement de Bergerac

#### 1recirconscription
| Candidats      | Candidats                     | Étiquette           | Premier tour | Premier tour | Deuxième tour | Deuxième tour |
| Candidats      | Candidats                     | Étiquette           | Voix         | %            | Voix          | %             |
| -------------- | ----------------------------- | ------------------- | ------------ | ------------ | ------------- | ------------- |
|                | Jean Garrigat                 | Gauche républicaine | 7 613        | 49,98        | 8 457         | 53,66         |
|                | Emmanuel de Losse             | Monarchiste         | 6 977        | 45,81        | 7 304         | 46,34         |
|                | François Victor de Constantin | Bonapartiste diss.  | 641          | 4,21         |               |               |
|                |                               |                     |              |              |               |               |
| Inscrits       | Inscrits                      | Inscrits            | 18 351       | 100,00       | 18 351        | 100,00        |
| Votants        | Votants                       | Votants             | 15 304       | 83,40        | 15 797        | 86,08         |
| Abstention     | Abstention                    | Abstention          | 3 047        | 16,60        | 2 554         | 13,92         |
| Blancs et nuls | Blancs et nuls                | Blancs et nuls      | 73           | 0,48         | 36            | 0,23          |
| Exprimés       | Exprimés                      | Exprimés            | 15 231       | 99,52        | 15 761        | 99,77         |

#### 2ecirconscription
| Candidats      | Candidats                        | Étiquette      | Premier tour | Premier tour |
| Candidats      | Candidats                        | Étiquette      | Voix         | %            |
| -------------- | -------------------------------- | -------------- | ------------ | ------------ |
|                | Stéphen-Albert Thirion-Montauban | Bonapartiste   | 8 775        | 63,86        |
|                | Lucien Barraud                   | Républicain    | 2 200        | 16,01        |
|                | Dambier                          | Républicain    | 1 543        | 11,23        |
|                | Sacreste                         | Républicain    | 1 223        | 8,90         |
|                |                                  |                |              |              |
| Inscrits       | Inscrits                         | Inscrits       | 16 416       | 100,00       |
| Votants        | Votants                          | Votants        | 13 796       | 84,04        |
| Abstention     | Abstention                       | Abstention     | 2 620        | 15,96        |
| Blancs et nuls | Blancs et nuls                   | Blancs et nuls | 55           | 0,40         |
| Exprimés       | Exprimés                         | Exprimés       | 13 741       | 99,60        |

### Arrondissement de Nontron
| Candidats      | Candidats                | Étiquette          | Premier tour | Premier tour |
| Candidats      | Candidats                | Étiquette          | Voix         | %            |
| -------------- | ------------------------ | ------------------ | ------------ | ------------ |
|                | François Albert Sarlande | Bonapartiste       | 10 441       | 59,74        |
|                | Alcide Dusolier          | Union républicaine | 7 036        | 40,26        |
|                |                          |                    |              |              |
| Inscrits       | Inscrits                 | Inscrits           | 23 089       | 100,00       |
| Votants        | Votants                  | Votants            | 17 530       | 75,92        |
| Abstention     | Abstention               | Abstention         | 5 559        | 24,08        |
| Blancs et nuls | Blancs et nuls           | Blancs et nuls     | 53           | 0,30         |
| Exprimés       | Exprimés                 | Exprimés           | 17 477       | 99,70        |

### Arrondissement de Périgueux

#### 1recirconscription
| Candidats      | Candidats       | Étiquette           | Premier tour | Premier tour |
| Candidats      | Candidats       | Étiquette           | Voix         | %            |
| -------------- | --------------- | ------------------- | ------------ | ------------ |
|                | Alexis Maréchal | Orléaniste          | 7 383        | 55,22        |
|                | Marc Montagut   | Gauche républicaine | 5 987        | 44,78        |
|                |                 |                     |              |              |
| Inscrits       | Inscrits        | Inscrits            | 16 307       | 100,00       |
| Votants        | Votants         | Votants             | 13 525       | 82,94        |
| Abstention     | Abstention      | Abstention          | 2 782        | 17,06        |
| Blancs et nuls | Blancs et nuls  | Blancs et nuls      | 155          | 1,15         |
| Exprimés       | Exprimés        | Exprimés            | 13 370       | 98,85        |

L'élection est invalidée par la Chambre le 23 mars 1878. Une élection partielle a lieu.

#### 2ecirconscription
| Candidats      | Candidats             | Étiquette      | Premier tour | Premier tour |
| Candidats      | Candidats             | Étiquette      | Voix         | %            |
| -------------- | --------------------- | -------------- | ------------ | ------------ |
|                | Jean Raynaud          | Bonapartiste   | 6 380        | 50,17        |
|                | Jean-Baptiste Chavoix | Centre gauche  | 6 337        | 49,83        |
|                |                       |                |              |              |
| Inscrits       | Inscrits              | Inscrits       | 15 727       | 100,00       |
| Votants        | Votants               | Votants        | 12 735       | 80,98        |
| Abstention     | Abstention            | Abstention     | 2 992        | 19,02        |
| Blancs et nuls | Blancs et nuls        | Blancs et nuls | 18           | 0,14         |
| Exprimés       | Exprimés              | Exprimés       | 12 717       | 99,86        |

L'élection est invalidée par la Chambre le 6 décembre 1877. Une élection partielle a lieu le 27 janvier 1878.

### Arrondissement de Ribérac
| Candidats      | Candidats              | Étiquette      | Premier tour | Premier tour |
| Candidats      | Candidats              | Étiquette      | Voix         | %            |
| -------------- | ---------------------- | -------------- | ------------ | ------------ |
|                | Oscar Bardi de Fourtou | Orléaniste     | 11 622       | 67,87        |
|                | Léonce Claverie        | Républicain    | 5 502        | 32,13        |
|                |                        |                |              |              |
| Inscrits       | Inscrits               | Inscrits       | 20 614       | 100,00       |
| Votants        | Votants                | Votants        | 17 232       | 83,59        |
| Abstention     | Abstention             | Abstention     | 3 382        | 16,41        |
| Blancs et nuls | Blancs et nuls         | Blancs et nuls | 108          | 0,63         |
| Exprimés       | Exprimés               | Exprimés       | 17 124       | 99,37        |

L'élection est invalidée par la Chambre le 18 novembre 1878. Une élection partielle a lieu.

### Arrondissement de Sarlat

#### 1recirconscription
| Candidats      | Candidats                           | Étiquette      | Premier tour | Premier tour |
| Candidats      | Candidats                           | Étiquette      | Voix         | %            |
| -------------- | ----------------------------------- | -------------- | ------------ | ------------ |
|                | Jean Baptiste Alexandre de Bosredon | Bonapartiste   | 8 931        | 59,93        |
|                | Jean-Baptiste Landry                | Républicain    | 5 972        | 40,07        |
|                |                                     |                |              |              |
| Inscrits       | Inscrits                            | Inscrits       | 17 674       | 100,00       |
| Votants        | Votants                             | Votants        | 14 922       | 84,43        |
| Abstention     | Abstention                          | Abstention     | 2 752        | 15,57        |
| Blancs et nuls | Blancs et nuls                      | Blancs et nuls | 19           | 0,13         |
| Exprimés       | Exprimés                            | Exprimés       | 14 903       | 99,87        |

#### 2ecirconscription
| Candidats      | Candidats          | Étiquette          | Premier tour | Premier tour |
| Candidats      | Candidats          | Étiquette          | Voix         | %            |
| -------------- | ------------------ | ------------------ | ------------ | ------------ |
|                | François Taillefer | Bonapartiste       | 7 688        | 60,77        |
|                | Antoine Escande    | Union républicaine | 4 962        | 39,23        |
|                |                    |                    |              |              |
| Inscrits       | Inscrits           | Inscrits           | 14 984       | 100,00       |
| Votants        | Votants            | Votants            | 12 681       | 84,63        |
| Abstention     | Abstention         | Abstention         | 2 303        | 15,37        |
| Blancs et nuls | Blancs et nuls     | Blancs et nuls     | 31           | 0,24         |
| Exprimés       | Exprimés           | Exprimés           | 12 650       | 99,76        |